# Geodena funesta
Geodena funesta là một loài bướm đêm trong họ Geometridae.